# Ånge kommun
Ånge kommun är en kommun i Västernorrlands län vars centralort är järnvägsknuten Ånge. Kommunen ligger huvudsakligen i landskapet Medelpad med en liten del i Jämtland (del av Haverö socken).  Flataklocken är en av de platser som gör anspråk på titeln Sveriges geografiska mittpunkt.
Ljungan rinner genom kommunen från öst till väst och delar kommunen i två. Kommunen växte ursprungligen fram som ett stationssamhälle, men numer domineras näringslivet av service- och tjänstenäringarna.
Sedan 1970-talet har befolkningen minskat från knappt 15 000 invånare till strax över 9 000 invånare. I samtliga val har Socialdemokraterna varit det största partiet. Sedan valet 2022 styrs kommunen av en majoritet bestående av Socialdemokraterna och de tre borgerliga partierna Moderaterna, Centerpartiet och Kristdemokraterna.

## Administrativ historik
Kommunens område motsvarar socknarna Borgsjö, Haverö och Torp. I dessa socknar bildades vid kommunreformen 1862 landskommuner med motsvarande namn. 
Alby municipalsamhälle inrättades i Borgsjö landskommun 2 december 1904 och upplöstes vid utgången av 1956. Ånge köping bildades 1946 genom en utbrytning ur Borgsjö landskommun.
Kommunreformen 1952 påverkade inte indelningarna i området.
Ånge kommun bildades vid kommunreformen 1971 av Ånge köping och landskommunerna Borgsjö, Haverö och Torp.
Kommunen ingick under 1971 i Medelpads domsaga och kommunen ingår sedan 1972 i Sundsvalls domsaga.

## Geografi

### Topografi och hydrografi
Det omfattande öst–västliga dalstråket längs älven Ljungan omges av en kraftigt kuperad bergsterräng. Här består berggrunden främst av gnejs, täckt av områden med diabas som formar branta bergstup. Moränmarkerna i bergterrängen är ofta präglade av stora block och granskog. I sänkor och dalar formas småkulliga moränlandskap. Skogsterrängen erbjuder en variation av tjärnar och myrmarker.
Ljungan, som rinner från väster, passerar genom Haverö strömmar och Holmsjön innan den når sin breda huvuddalgång. Dalgången kännetecknas av flera djupt nedskurna bidalar med tallskogsklädda grusterrasser. I huvuddalen löper Ljunganåsen, en tydlig rullstensås. Åsen omges av leriga fjärdsediment som utgör kommunens viktigaste odlingsmark.
Nedan presenteras andelen av den totala ytan 2020 i kommunen jämfört med riket.
|  | Bebyggelse (1,8 %) |

|  | Skog (87,8 %) |

|  | Öppen myrmark (4,1 %) |

|  | Jordbruksmark (1,2 %) |

|  | Övrig mark (5,1 %) |

|  | Bebyggelse (3,1 %) |

|  | Skog (68,0 %) |

|  | Öppen myrmark (7,2 %) |

|  | Jordbruksmark (7,4 %) |

|  | Övrig mark (14,3 %) |

### Naturskydd
Det finns 33 naturreservat i Ånge kommun. Helvetesbrännans naturreservat och Natura 2000-område är beläget i både Ånge kommun och Bräcke kommun. Området är stenigt och kuperat och rymmer både tallskog, lövskog och myrmark. I åarna lever flodpärlmusslan och bland fåglar hittas till exempel gråspett, strömstare och storlom. Även Jämtgavelns naturreservat är klassat som Natura 2000-område. I området finns gammal tallskog och artrika myrar. Liksom de tidigare nämnda reservatet är även Rankleven klassat som Natura 2000-område. Området har sedan 1800-talet uppmärksammats av botaniker då områdets flora är en kombination av både alpina och sydliga arter.
Haverö strömmar är belägen vid Kyrksjön. Där Ljungan mynnar ut från sjön delar den sig i tre strömmar. Det fritt strömmande vattnet är en sällsynt naturtyp och strömmarna har därför höga biologiska skyddsvärden.

### Administrativ indelning
Fram till 2016 var kommunen för befolkningsrapportering indelad i Borgsjö-Haverö församling och Torps församling.

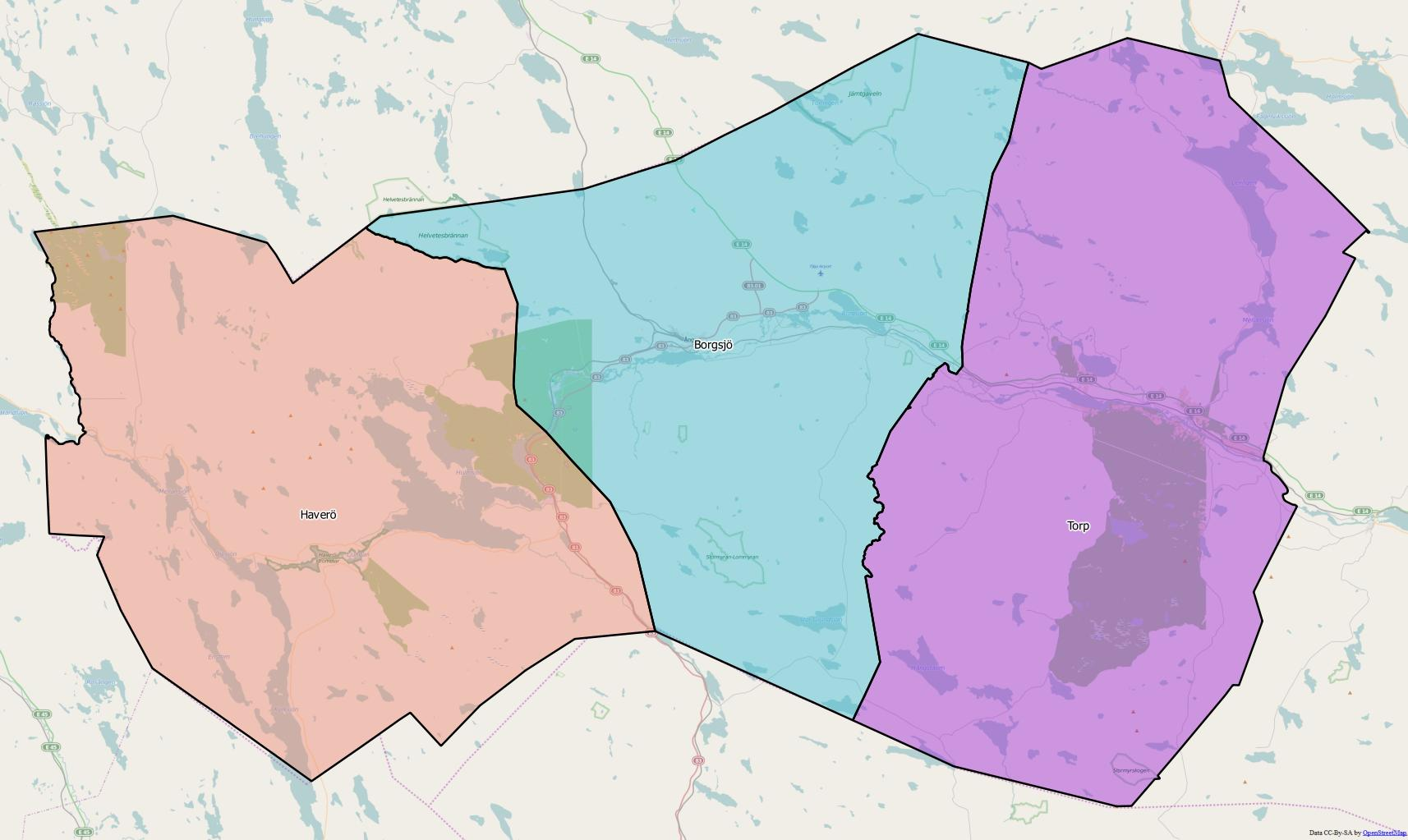
Distrikt (socknar) inom Ånge kommun

Från 2016 indelas kommunen istället i tre distrikt, vilka motsvarar de tidigare socknarna – Borgsjö, Haverö och Torp.

### Tätorter
Vid tätortsavgränsningen av Statistiska centralbyrån den 31 december 2015 fanns det fyra tätorter i Ånge kommun. 
| Nr | Tätort                 | Folkmängd |
| -- | ---------------------- | --------- |
| 1  | Ånge                   | 2 889     |
| 2  | Fränsta och Ljungaverk | 2 062     |
| 3  | Torpshammar            | 477       |
| 4  | Alby                   | 349       |

Centralorten är i fet stil.

## Styre och politik

### Styre
Socialdemokraterna har länge varit det dominerande partiet. Inför valet 2014 meddelades att ett nytt parti skulle kandidera, Vår Framtid i Ånge. Orsaken var beslutet om nedläggning av Överturingens skola. I valet tappade Socialdemokraterna två mandat, men fick ändå egen majoritet och fortsatte därför styra kommunen. Efter valet 2018 styrs kommunen av en majoritetskoalition mellan Socialdemokraterna och Vänsterpartiet.
Valet 2022 ledde till ett blocköverskridande majoritetsstyre mellan Centerpartiet, Kristdemokraterna, Moderaterna och Socialdemokraterna. Moderaten Anders Mjärdsjö menade att "Vi ska hitta ett arbetsklimat där vi kan göra det bästa för kommunens utveckling och nå de mål som vi har satt upp i vår nyantagna vision. Det står högre än våra enskilda partibeteckningar. Vi har en samsyn kring de stora penseldragen".

### Kommunfullmäktige

#### Presidium
| Presidium 2022–2026    | Presidium 2022–2026 | Presidium 2022–2026 |
| ---------------------- | ------------------- | ------------------- |
| Ordförande             | S                   | Stiven Wiklund      |
| Förste vice ordförande | M                   | Tomas Milling       |
| Andre vice ordförande  | SD                  | Stig Malmberg       |

#### Mandatfördelning 1970–2022
| 3 | 22 | 10 | 4 |  |  |

| 37 |

| 4 | 21 | 12 | 2 |  |  |

| 33 | 8 |

| 3 | 21 | 12 | 2 |  | 2 |

| 29 | 12 |

| 3 | 21 | 11 | 2 |  | 3 |

| 26 | 15 |

| 3 | 23 | 10 |  |  | 3 |

| 27 | 14 |

| 3 | 22 |  | 9 | 2 |  | 3 |

| 24 | 17 |

| 3 | 20 | 3 | 10 | 2 |  | 2 |

| 25 | 16 |

| 2 | 15 | 2 | 7 |  |  | 3 |

| 20 | 11 |

| 3 | 17 | 2 | 5 |  | 3 |

| 16 | 15 |

| 5 | 15 | 2 | 4 | 2 | 3 |

| 18 | 13 |

| 4 | 22 |  | 6 | 2 | 3 | 3 |

| 23 | 18 |

| 3 | 18 |  |  | 5 |  | 2 | 4 |

| 20 | 15 |

| 2 | 20 |  |  | 5 |  | 5 |

| 20 | 15 |

| 2 | 18 | 3 | 5 | 2 | 2 | 3 |

| 21 | 14 |

| 2 | 16 | 5 | 5 | 2 |  | 4 |

| 22 | 13 |

| 2 | 14 | 6 | 6 | 2 |  | 4 |

| 22 | 13 |

### Nämnder

#### Kommunstyrelse
Kommunstyrelsen består av 11 ledamöter. Förutom det som åligger kommunstyrelsen enligt lag är Ånge kommuns kommunstyrelse även ansvar för "ekonomi, socialtjänst och kommunal hälsa och sjukvård, skolverksamhet, gymnasieverksamhet, väg- och trafikhållning, parkering, försäljning av kommunal mark". För att stödja sitt arbete har kommunstyrelsen fyra utskott; koncern- och finansutskottet, socialutskottet, samhällsbyggnadsutskottet samt utbildningsutskottet.
| Presidium 2023–2026    | Presidium 2023–2026 | Presidium 2023–2026 |
| ---------------------- | ------------------- | ------------------- |
| Ordförande             | S                   | Erik Lövgren        |
| Förste vice ordförande | M                   | Nils-Erik Flemström |
| Andre vice ordförande  | VFÅ                 | Linda Mattsson      |

#### Lista över kommunstyrelsens ordförande
- Sten-Ove Danielsson, Socialdemokraterna, 20 augusti 1999–31 januari 2020[25][26]
- Erik Lövgren, Socialdemokraterna, 1 februari 2020–[27]

Denna lista hämtas från Wikidata. Informationen kan ändras där.

#### Övriga nämnder
I Ånge kommun finns två nämnder. Nedan presenteras dess presdium:
| Nämnder           | Ordförande | Ordförande     | Vice ordförande | Vice ordförande |
| ----------------- | ---------- | -------------- | --------------- | --------------- |
| Valnämnden        | S          | Sven Sandelius | S               | Mona Filipsson  |
| Myndighetsnämnden | S          |                | S               |                 |

Därtill finns två kommungemensamma nämnder: Överförmyndarnämnden Mitt och Bräcke och Ånge bygg- och miljönämnd.

### Vänorter
- Malvik, Norge
- Oravais, Finland
- Ogre, Lettland
- Beng, Laos

## Ekonomi och infrastruktur

### Näringsliv
Service- och tjänstenäringarna dominerar kommunens näringsliv. Ånge kommun är den största arbetsgivaren. Många arbetstillfällen kan knytas till det stationssamhälle som centralorten växte fram ur, med arbetstillfällen kopplade till SJ och Green Cargo AB.
Omkring 15 procent av arbetstillfällena I kommunen tillhandahålls av tillverkningsindustrin, i synnerhet inom den kemiska industrin. Ett exempel på ett sådant företag är Nouryon Pulp and Performence Chemicals. Övriga industriföretag är exempelvis Permascand, som tillverkar elektroder, och Elkapsling, som tillverkar apparatlådor.

### Infrastruktur

#### Transporter
Följande större vägar går genom kommunen:
- Europaväg E14 mellan Trondheim och Sundsvall i väst-östlig riktning
- Väg 83 mellan Tönnebro och Ånge i sydlig riktning.

Ånge är och har länge varit en stor järnvägsknut och därmed genomkorsas kommunen av ett flertal järnvägar, däribland Norra stambanan och Mittbanan, med frekvent godstrafik som följd. Kommunen har ett flertal järnvägsstationer, den största i Ånge trafikeras av både SJ och Norrtåg. Norrtåg trafikerar även stationerna Erikslund, Ljungaverk, Fränsta och Torpshammar.
Ånge har busstrafik utanför kommunen, till Sundsvall. Bussarna körs av Din tur.

#### Utbildning
I kommunen finns fem kommunala grundskolor och en fristående. Bobergsgymnasiet är den kommunala gymnasieskolan. I kommunen finns även musikskola samt Vuxenutbildning.

## Befolkning

### Demografi

#### Befolkningsutveckling
Kommunen har 9 044 invånare (31 december 2024), vilket placerar den på 234:e plats avseende folkmängd bland Sveriges kommuner.
| Befolkningsutvecklingen i Ånge kommun 1970–2020 | Befolkningsutvecklingen i Ånge kommun 1970–2020 | Befolkningsutvecklingen i Ånge kommun 1970–2020 | Befolkningsutvecklingen i Ånge kommun 1970–2020 | Befolkningsutvecklingen i Ånge kommun 1970–2020 |
| ----------------------------------------------- | ----------------------------------------------- | ----------------------------------------------- | ----------------------------------------------- | ----------------------------------------------- |
|                                                 |                                                 |                                                 |                                                 |                                                 |
| År                                              |                                                 |                                                 | Folkmängd                                       |                                                 |
| 1970                                            | 1970                                            |                                                 | 14 984                                          |                                                 |
| 1975                                            | 1975                                            |                                                 | 13 908                                          |                                                 |
| 1980                                            | 1980                                            |                                                 | 13 349                                          |                                                 |
| 1985                                            | 1985                                            |                                                 | 13 001                                          |                                                 |
| 1990                                            | 1990                                            |                                                 | 12 587                                          |                                                 |
| 1995                                            | 1995                                            |                                                 | 12 038                                          |                                                 |
| 2000                                            | 2000                                            |                                                 | 11 234                                          |                                                 |
| 2005                                            | 2005                                            |                                                 | 10 692                                          |                                                 |
| 2010                                            | 2010                                            |                                                 | 10 053                                          |                                                 |
| 2015                                            | 2015                                            |                                                 | 9 493                                           |                                                 |
| 2020                                            | 2020                                            |                                                 | 9 226                                           |                                                 |

#### Utländsk bakgrund
Den 31 december 2014 utgjorde antalet invånare med utländsk bakgrund (utrikes födda personer samt inrikes födda med två utrikes födda föräldrar) 783, eller 8,25 % av befolkningen (hela befolkningen: 9 493 den 31 december 2015). Den 31 december 2002 utgjorde antalet invånare med utländsk bakgrund enligt samma definition 433, eller 3,96 %.

#### Invånare efter de vanligaste födelseländerna
Den 31 december 2015 utgjorde folkmängden i Ånge kommun 9 493 personer. Av dessa var 686 personer (7,2 %) födda i ett annat land än Sverige. I denna tabell har de nordiska länderna samt de 12 länder med flest antal utrikes födda (i hela riket) tagits med. En person som inte kommer från något av de här 17 länderna har istället av Statistiska centralbyrån förts till den världsdel som deras födelseland tillhör.
| Födelseland      | Födelseland                       | Födelseland |
| ---------------- | --------------------------------- | ----------- |
| 31 december 2015 |                                   |             |
| 1                | Sverige                           | 8 807       |
| 2                | Finland                           | 128         |
| 3                | Afghanistan                       | 64          |
| 4                | Europeiska unionen: Övriga länder | 61          |
| 5                | Asien: Övriga länder              | 60          |
| 6                | Polen                             | 51          |
| 7                | Norge                             | 39          |
| 8                | Thailand                          | 32          |
| 9                | Europa utom EU: Övriga länder     | 29          |
| 10               | Afrika: Övriga länder             | 26          |
| 11               | Eritrea                           | 25          |
| 11               | Iran                              | 25          |
| 13               | Syrien                            | 22          |
| 14               | Sydamerika                        | 20          |
| 14               | Tyskland                          | 20          |
| 16               | Irak                              | 18          |
| 17               | Nordamerika                       | 14          |
| 18               | / SFR Jugoslavien/FR Jugoslavien  | 13          |
| 19               | Bosnien och Hercegovina           | 11          |
| 19               | Danmark                           | 11          |
| 21               | Somalia                           | 6           |
| 22               | Turkiet                           | 5           |
| 23               | Oceanien                          | 3           |
| 24               | Okänt födelseland                 | 2           |
| 25               | Sovjetunionen                     | 1           |
| 26               | Island                            | 0           |

## Kultur

### Kulturarv
År 1908 uppfördes Torphammars Herrgård, då som disponentbostad åt den dåvarande ägaren till Torpshammars Aktiebolag som tillverkade trämassa och träpapp. Byggnaden används som hotell.
I Fränsta ligger Sveriges längsta träbro i sitt slag, Vikbron. Bron tillkommer 1888 som en protest mot tullavgifter som togs ut vid användning av den dåvarande bron över Byforsen.
Genom kommunen går S:t Olavsleden, en av världens nordligaste pilgrimsleder. Längsta leden ska Olav den helige ha gått när han i början på 1000-talet vandrade för att återta makten i Norge.

### Kommunvapen
Blasonering: I rött fält ett tioekrat hjul av guld. 
Alla de tidigare enheterna som bildade Ånge kommun 1971 hade fastställda vapen. I stället för att, som vanligt var, välja den namngivande enhetens vapen skapade man ett nytt, ur bjälken i köpingens vapen. Hjulet symboliserar även i detta fall järnvägen, centralorten är en järnvägsknut. Vapnet registrerades hos PRV 1974.

Borgsjö landskommun (1961–70)
Haverö landskommun (1954–55)
Haverö landskommun (1955–70)
Torps landskommun (1948–70)
Ånge köping (1948–70)